# ریکو سانجو
ریکو سانجو (انگلیسی: Riku Sanjo؛ زادهٔ ۳ اکتبر ۱۹۶۴) فیلم‌نامه‌نویس، و مانگاکا اهل ژاپن است.